# Centrodesmus discrepans
Centrodesmus discrepans är en mångfotingart som beskrevs av Filippo Silvestri 1895. Centrodesmus discrepans ingår i släktet Centrodesmus och familjen orangeridubbelfotingar. Inga underarter finns listade i Catalogue of Life.